# ジャストポップアップ
『ジャストポップアップ』（Just Pop Up）は、1988年4月9日から1991年3月2日までNHK総合テレビで放送された若者向けの音楽番組である。

## 概要
『ヤングスタジオ101』の後継番組として、1988年4月9日からステレオ音声にて放送開始。
これまでNHK総合テレビで日曜18時枠に位置していた若者向け音楽番組（『ステージ101』→『レッツゴーヤング』→『ヤングスタジオ101』）を土曜日に移し、初めての番組である。
1980年代半ばからバンドブームであったため、それまでのアイドル中心の路線から大きく趣向を変え、日本のロック、ポップス系のアーティストのスタジオライブとトークを中心に構成。初代MCは松岡英明が担当した（1988年4月9日 - 1989年3月）。
1989年4月 - 土曜夕方から金曜日の深夜へ移動。1989年度のMCは爆風スランプ。
1990年4月 - 野沢直子と田中美奈子の二人にMC交代。同年10月、改編に伴い金曜から土曜夕方枠に移動する（下記「放送時間」参照）。高見映（元『できるかな』ノッポさん）がレギュラー出演した。また高見は珍しくこの番組ではトレードマークの帽子を被っていなかった。
1991年3月2日 - 番組終了。
2014年10月からMUSIC ON! TVで放送（全30回の選集）、2017年10月6日から歌謡ポップスチャンネルで放送。
放送ライブラリーでは第1回が公開。

## 放送時間
- 1988年度：毎週土曜日 18:00 - 18:45
- 1989年度：毎週金曜日 基本23:57.30-0:52（NHKのテレビ放送の定時番組としては史上初の日またぎ放送）
- 1990年度：毎週金曜日 毎週土曜日 17:00 - 18:00

補足
- 放送1年目（1988年）当時、中国地方5局（広島・岡山・山口・松江・鳥取）では、時折プロ野球中継（広島東洋カープ主催ゲーム）をブロックネットで放送したため、深夜に遅れ放送となる事があった（当時は24時放送終了から翌朝6時開始までの休止枠があり、その休止枠で全国放送休止時の振り替え放送が可能となっていた地域が存在した）。
- 金曜深夜時代の1989年10月 - 1990年9月当時、地域・編成によっては『ヒットスタジオR&N』（フジテレビほか）との競合になることもあった。放送日によっては出演アーティストが本番組と『R&N』の両方に出演することもあった。

## MC
- 松岡英明 - 1988年4月9日 - 1989年3月25日
- 爆風スランプ - 1989年4月7日 - 1990年3月29日
- 野沢直子・田中美奈子 - 1990年4月 - 1991年3月2日

## スタッフ
- アニメーション：安斎肇[1]
- 音楽：渡辺蕗子[1]
- エンドテーマ：PSY・S
  - 「薔薇とノンフィクション」（1988年度）
  - 「STAMP」（1989年度）
  - 「風の鏡」（1990年度）
- 演奏：高橋達也と東京ユニオン[1]
- 美術：小笠原稔和[1]、太田礼二
- 技術：榊原光裕[1]
- 撮影：小川和夫[1]、堀口弘幸
- 照明：柿木文男[1]、戸出英治
- 音声：西海成市[1]、鈴木勇一、鶴田孝雄
- 制作：村上俊幸[1]
- 演出：野中英一[1]、田島英之
- 企画・制作：NHK